# باشگاه ورزشی آئوداکس ایتالیانو
باشگاه ورزشی آئوداکس ایتالیانو (اسپانیایی: Audax Club Sportivo Italiano‎) یک باشگاه فوتبال است که در شهر لا فلوریدا شیلی پایه‌گذاری شده‌است.